# Илья Мозги

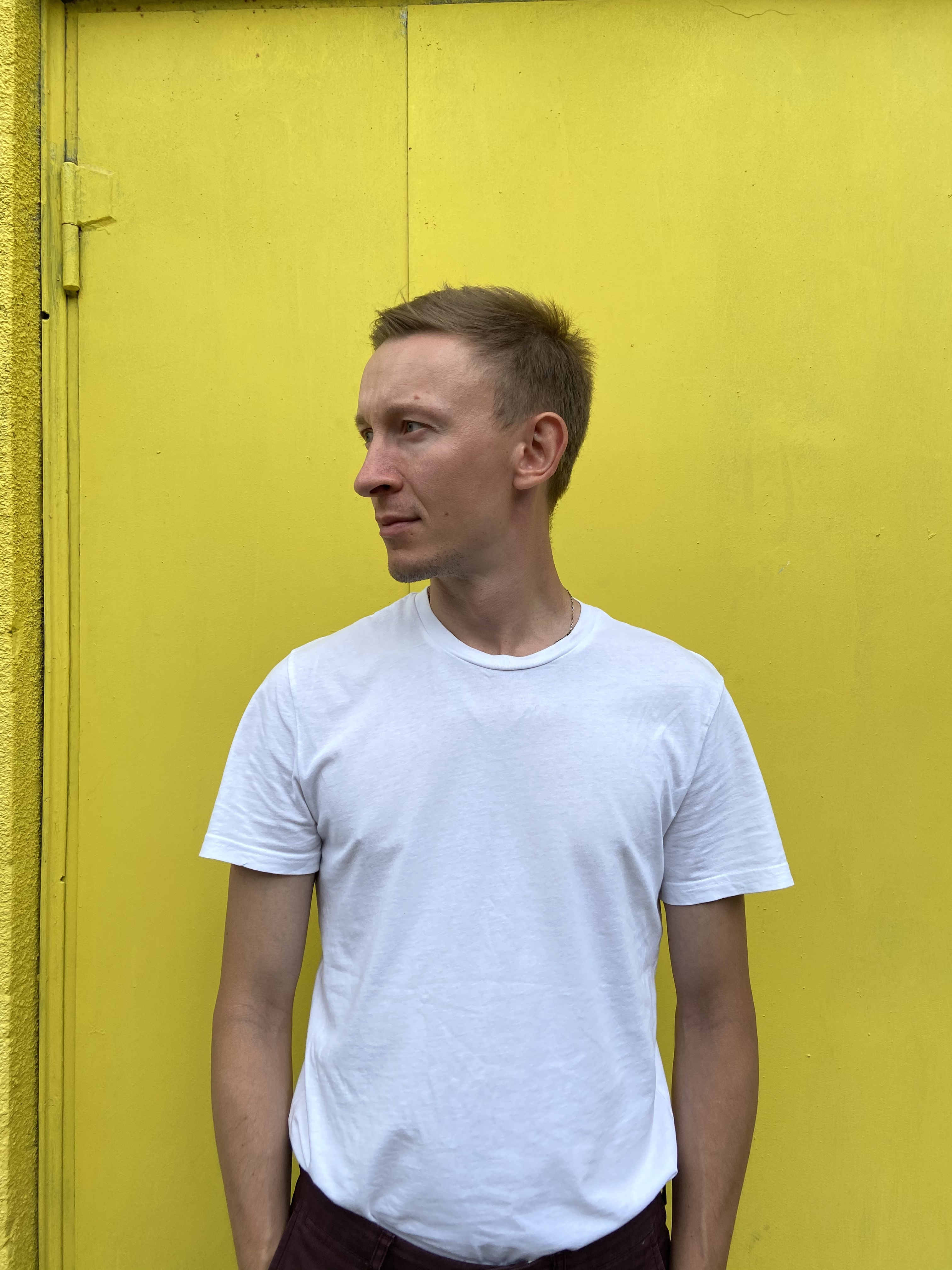
Илья Чистых, 2021 год.

Илья Владимирович Чистых (творческий псевдоним Илья Мо́зги; род. 23 марта 1988, Шадринск, Курганская область) — современный российский художник. Занимается стрит-артом. Живёт и работает в Екатеринбурге.

## Биография
Илья Владимирович Чистых родился 23 марта 1988 года в городе Шадринске Курганской области. Вырос в районе  Осеево (южная часть города Шадринска).
Увлечение граффити началось в 2004 году. Тогда Илья попросил у родителей на Новый год первый баллончик, черный, фирмы Kink. Илья был в хип-хоп культуре и танцевал брейк и решил начать рисовать и делать скетчи.
Окончил Уральский федеральный университет имени первого Президента России Б. Н. Ельцина по специальности «Реклама и маркетинг» в 2013 году.

Опыт работы на улице — более 10 лет (с 2004 года) 
«Меня привлекает уличное рисование своим доступом к широкой аудитории, общением со зрителем и возможностью наделять городское пространство новыми смыслами. Через свои работы я хочу, чтобы зритель открыл для себя город по-новому.»
В 2018 году в Нижнем Новгороде в рамках коллаборации фестивалей «Место» и «О'город» создал работу «Здесь больше нет огня».
В 2020 был включен в британский Альманах Street Art Саймона Армстронга.
Жил и работал в Екатеринбурге. 
В 2021 году работал в Архангельске в рамках областного проекта по поддержке современного искусства.
В 2021 году в Нижнем Новгороде в рамках фестиваля уличного искусства «Место» создал серию уличных работ «Звонок звучал для всех».
Серия текстовых работ, сделанных уральским художником Ильей Мозги, основана на типичных фразах большинства российских преподавателей. Их можно считать отдельным направлением народных высказываний. Откуда и когда образовался подобный школьный лексикон, никто не знает, но каждое поколение преподавателей использует эти фразы при общении с учащимися образовательных учреждений. С легкостью можно назвать это вневременной копирайтинг и ностальгией по теплым школьным дням.
Илья Мозги раскрывает эту тему на фасадах зданий, обращаясь к фразам, которые слышал от учителей в свой адрес. Все тексты расположены под окнами нижегородских школ и служат напоминанием, как для учеников, так и людей старшего поколения.проект МЕСТО, Нижний Новгород
После объявления 21 сентября 2022 года мобилизации, уехал в Киргизию. В Бишкеке создал арт-объект на руине жилого дома, написав на нем «Есть что терять». Из Киргизии переехал в Черногорию, где создал несколько арт-объектов. Впоследствии возвратился в Россию.
В августе 2023 года участвовал в фестивале уличного искусства «Голос улиц» и создал в городе Иркутске мурал «Пусть эта музыка не стихнет».
В сентябре 2023 года участвовал в фестивале «Мосты» и создал на здании Центра занятости города Благовещенска Республики Башкортостан арт-объект «Документ».
12 марта 2024 года сотрудники УФСБ России по Свердловской области провели у него дома обыск, а стрит-артера увезли на допрос. Его подозревают в связях с Верзиловым Петром Юрьевичем, который  заочно приговорён к 8,5 годам колонии. Спустя время его отпустили.

## Творчество
Создает граффити, на которых главное — текст.
Основные используемые техники: трафареты, мьюрализм, интервенции 
Основные темы: социальная тема, сайд-специфик проекты
Один из организаторов партизанского фестиваля уличного искусства «Карт-Бланш».
Один из самых активных уличных художников Урала. Стал известен текстовым артом.
Автор надписи «Эта надпись сделана нелегально», которую незаконно использовал польский бренд Cropp.

## Выставки
| Стрит-арт фестивали: - «Стенограффия», Екатеринбург, (2011, 2012, 2016) - «Макаронка», Ростов-на-Дону, 2012 - «Арт-овраг», Выкса, 2013 - «Артерия», Уфа, 2014 - «Volga wave», Саратов, 2014 - «Неделя стрит-арта», Новокузнецк, (2015, 2016) - «Чилим», Астрахань, 2017 - «Место», Нижний Новгород, (2017, 2018, 2020, 2021) - «О’Город», Нижний Новгород, 2018 - «Длинные истории Перми», Пермь 2018 - «Heart 4 art», Нава, Испания, 2017 - «Urban morfoginezis», Москва, 2019 - «Global rainbow fest», Екатеринбург, 2019 - «Карт Бланш», Екатеринбург (2018, 2019, 2020) - «Морфология улиц», Тюмень, 2021 | Групповые выставки: - Музей «PERMM» (Пермь), 2014 - Коллективная выставка «Транзитная зона», Галерея стрит арта «Свитер» (Екатеринбург) - Коллективная выставка «Концерт банки и кисти», 2014 - Коллективная выставка «Вспомни завтра», Музей стрит-арта (Санкт-Петербург), 2015 - «Уральская индустриальная биеннале современного искусства» (Екатеринбург), 2015 - ГЦСИ (Екатеринбург), 2016 - Коллективная выставка, «Неслучайные связи» Vladey Gallery (Москва), 2017 - Коллективная выставка, Галерея «ТелеЛето» (Астрахань), 2017 - Коллективная выставка, «Рассвет» Галерея «Подземка» (Новосибирск), 2017 - Коллективная выставка «From street for eat», Alvitr gallery (Екатеринбург), Коллективная выставка «Valentine», 2018 - Коллективная выставка «Части стен», Манеж (Санкт-Петербург), 2018 - Коллективная выставка «Отход», «Артлаб» (Уфа), 2019 |

## Наиболее известные работы
- Проект «Чистым из воды не выйти»[32]
- Проект «Лес рук»[33]
- Проект «Всё зря»[34]

## Галерея

«Земля обетонванная», Илья Мозги (Фестиваль уличного искусства «Место», 2018)